# Danmarks skove
De danske skove er naturligt bøge-ege blandingsskove, de hører til økoregionen Tempererede løvskove i Nordvesteuropa og den plantesociologiske klasse Querco-Fagetea. Der er dog ikke mange naturlige skove tilbage i Danmark, men eksempler kan f.eks. ses i Draved Skov og Bolderslev Skov i Sønderjylland, Tofte Skov i Nordjylland og Suserup Skov på Sjælland.
I 2000, fyldte danmarks skove 4860 km², hvilket svarer til 11% af landet. Heraf lå 69% i Jylland, mens 31% var placeret på øerne. 63% var nåleskov mens 37% var løvskov.

## De største skovarealer i Danmark
En ny opgørelse fra Skov- og Naturstyrelsen ændrer på de flestes opfattelse af, hvor Danmarks største skove ligger. De seneste mange års skovrejsning har resulteret i, at spredte skovområder rundt omkring nu er forbundet, så der dannes samlede skovområder. Hidtidig var opfattelsen, at Rold Skov var den største i Danmark, men den betegnes nu som den næststørste efter Silkeborgskovene omkring Silkeborg.
1. Silkeborgskovene (224 km² i Midtjylland syd for Silkeborg)
2. Rold Skov (80 km² i Himmerland)
3. Klosterheden (64 km² i Vestjylland)
4. Gribskov (56 km² i Nordsjælland)
5. Almindingen (50 km² på Bornholm)
6. Kompedal Plantage, Alhedens Skov m.fl. (46 km² i Midtjylland)
7. Løvenholm, Fjeld, Ramten, m.fl. (43 km² på Djursland)
8. Skramsø, Skærsø, Lyngsbæk m.fl. (40 km² på Djursland)
9. Slagelseskovene (39 km² på Midtsjælland)
10. Tvorup Plantage, Nystrup Plantage, Vandet Plantage (38 km² i Thy)

## Andre skove
Denne liste er ufuldstændig; hjælp gerne med at udfylde den.
- Blåbjerg Klitplantage
- Bregentved Skov
- Brøndbyskoven
- Donnerup Plantage
- Dragerup Skov
- Elmelund Skov (Fyn)
- Elmelunde Kohave (Møn)
- Ganløse Ore[6]
- Greve Skov
- Gråstenskovene
- Hammer Bakker
- Hareskoven
- Hesede Skov
- Himmelev Skov
- Hyrdehøj Skov
- Hvidding Krat
- Jægersborg Dyrehave
- Klejsskov
- Klelund Plantage
- Kongelunden
- Lundby Bakker
- Marielundsskoven
- Marselisborgskovene
- Moesgård Skov
- Nørreskoven (flertydig)
- Pamhule skov
- Ridefogedlukke
- Riis Skov
- Rosenholm Skov
- Rørt Skov
- Rønne Plantage
- Skagen Klitplantage
- Skovene ved Vemmetofte
- Store Dyrehave
- Tisvilde Hegn
- Tranum Aktieplantage
- Troldbjerg Skov
- Troldeskoven
- True Skov
- Vandmose Skov
- Vestskoven
- Ugandaskoven
- Østerild Klitplantage
- Øksedalen
- Skalskoven